# Stephan Sulke
Stephan Sulke (Shanghai, 27 december 1943) is een Zwitserse songwriter, toetsenist en gitarist.

## Voorgeschiedenis
Stephan Sulke was de zoon uit een Joods gezin uit Berlijn, maar werd geboren in het Chinese Shanghai, omdat zijn ouders waren gevlucht voor de nazi's. In 1949 wilde de familie terugkomen naar Duitsland, doch zijn vader overleed en zijn moeder hertrouwde in Zwitserland, zodat Sulke grotendeels daar opgroeide. Soms ging hij naar zijn grootouders in Berlijn en de Verenigde Staten.

## Carrière
In 1963 verscheen onder het pseudoniem Steff zijn eerste single Mon tourne-disque, waarvoor hij de Grand Prix du Premier Disque kreeg. In 1965 publiceerde hij in Duitsland het nummer He, little Blondie (Little Honda) en in de Verenigde Staten het nummer Where did she go. Mede daardoor bracht hij daar tot 1967 meerdere singles uit, maar ook in Frankrijk. Daarna ging hij weer terug naar Zwitserland en studeerde rechtspraak aan de universiteiten van Zürich en Bern, echter zonder diploma. Tegelijkertijd publiceerde hij onder meerdere synoniemen opnames in het Engels en Frans.
In 1969 bouwde hij zijn eigen geluidsstudio in Biel, waar hij voor artiesten uit het jazz- en popcircuit opnamen maakte. In 1972 richtte hij een elektronicafirma voor studio-techniek op in Londen, die later werd verplaatst naar Biel. In 1974 verschenen onder eigen naam zijn eerste liederen in het Duits, waardoor hij in de Duitse regio grote bekendheid kreeg en in talrijke tv-uitzendingen te gast was. Hij schreef ook voor andere artiesten teksten, waaronder Katja Ebstein en Erika Pluhar. In 1977 had hij in Nederland zijn enige succes in de hitparade met Lotte, een van de weinige Duitstalige hits in Nederland in de jaren 1970-1980. In april 1986 kwam het lied opnieuw in de aandacht, dankzij de Nederlandse versie (Lotje) die Benny Neyman op single uitbracht. Na de single volgde in de zomer van dat jaar het volledige album Silhouet met Sulke- vertalingen.
Herbert Grönemeyer coverde in 1983 op zijn album Gemischte Gefühle het nummer Ich hab dich bloß geliebt.
In 1982 verscheen zijn bekendste nummer Uschi, waarmee hij in juli een 3e plaats scoorde in de ZDF-Hitparade. Daarna verschenen nog enkele nummers, die echter niet meer het succes van Uschi konden evenaren. In 1982 werd hij ook bekend als schrijver met het werk Kekse, gevolgd door Liebe gibt's im Kino (1984). In 1987 trok Sulke zich even terug uit de muziekbranche. In 1991 werkte hij met de architect Kurt Feldweg samen aan diverse bouwprojecten in Berlijn. In 1994 trok hij zich voorlopig terug uit de openbaarheid. In 1999 bracht hij een nieuw album op de markt en in 2000 stond hij weer op het podium en toerde succesvol door Duitsland en Zwitserland.
In 2002 trad hij op de voorgrond als schilder en beeldhouwer. In Frankfurt am Main was zijn expositie Bilder und Sculpturen von Stephan Sulke te zien. In 2005 schreef hij samen met Christian Berg de kindermusical Heidi.

## Hit in Nederland
| Single met eventuele hitnotering(en) in de Nederlandse Top 40 | Datum van verschijnen | Datum van binnenkomst | Hoogste positie | Aantal weken | Opmerkingen |
| ------------------------------------------------------------- | --------------------- | --------------------- | --------------- | ------------ | ----------- |
| Lotte                                                         | 1977                  | 22-10-1977            | 26              | 5            |             |

## Onderscheidingen
- 1977 – Duitse platenprijs Nachwuchskünstler
- 1982 – Duitse platenprijs Künstler des Jahres
- 1985 – Ereprijs van de Belgische radio (BRT) voor uitstekende tekst-, compositie- en interpretatie-capaciteiten

## Complete discografie

### Singles
als Steff
- 1963: Mon tourne-disque
- 1963: Jolies filles
- 1964: Keiner außer mir (Whouh-Ouee)
- 1964: He, Little Blondie (Little Honda)
- 1965: Du hast mir den Kopf verdreht (met Orchester)
- 1965: Ce jour la
- 1965: Depuis ton depart
- 1965: Where Did She Go
- 1966: She's All Right
- 1966: Had a Dream

als Steff Sulke
- 1967: I'm a Simple Man
- 1967: Oh, What a Lovely Day
- 1967: Broken Dreams
- 1968: Strings of My Heart
- 1976: Du machst mir noch mein Herz kaputt
- 1977: Der Mann aus Rußland
- 1977: Lotte

als Kiss Inc.
1970: Hey Mr. Holy Man / B-kant: Kids are cryin´
1971: Monsieur mon Père (Franse versie van Hey Mr. Holy Man) / B-kant: There´s you
als Stephan Sulke
- 1976: Herr Ober, noch zwei Bier
- 1976: Lotte
- 1976: Du machst mir noch mein Herz kaputt
- 1977: Der Mann aus Russland
- 1982: Uschi
- 1982: In der Schule lernt man eh bloß Quark
- 1983: Lulu (afwijkend arrangement en zang, evenals een lyrische afwijking op een bepaald punt, in tegenstelling tot het origineel van het album Stephan Sulke 7 - Kekse)
- 1984: Liebe gibts nur im Kino
- 1984: Papierlischwizer (De tekst van dit lied is in Schweizerdeutsch (Schwizerdütsch))
- 1985: Und ich mach es halt doch noch einmal
- 1986: Ich will dein Haus sein
- 1986: Na du Kleene
- 1988: Du ich bin doch nicht dein Dackel
- 1988: Opa
- 1988: Ganz oben
- 1989: Certo che ti amo (met Rosanna)
- 2000: Egal
- 2004: Komisch
- 2004: Sauerstoffbenutzungsschein
- 2011: Schöne Weihnachtszeit
- 2020: Uschi 2020

### Albums
- 1976: Stephan Sulke
- 1977: Stephan Sulke 2
- 1978: Stephan Sulke 3 – Andermann der konnte (Stephan Sulke componeerde deze liedjes voor de ZDF-televisieserie Spiel mit Puppen. De teksten zijn geschreven door Stephan Sulke en Siegfried Rabe)

- 1979: Stephan Sulke 4
- 1980: Stephan Sulke 5
- 1980: Live
- 1981: Stephan Sulke 6
- 1982: Stephan Sulke 7 – Kekse
- 1983: Ausgewähltes (compilatie, dit is de eerste compilatie van de artiest. Van de in totaal 16 nummers zijn er hier 5 voor het eerst uitgebracht, elk in een nieuw opgenomen versie)
- 1984: Liebe gibts im Kino
- 1985: Versöhnung
- 1986: Stephan Sulke ’86
- 1987: Stephan Sulke 13
- 1989: Habt mich doch alle gern (Kort voor de publicatie van de plaat zou het eigenlijk '90' gaan heten)
- 1997: Best Of Vol. 1 (compilatie)
- 1997: Best Of Vol. 2 (compilatie)
- 1999: Moll und Dur
- 2000: Ich mach's wieder
- 2000: Live (dubbel-cd)
- 2001: …ich mach's wieder (dubbel-cd. CD 1 = studioalbum. CD 2 is een herziening van zijn autobiografie Liebe gibts im Kino, in de vorm van een 74 minuten durend luisterboek getiteld Aus dem Leben eines Bänkelsängers. Verteld door Stephan Sulke en begeleid door zelf gecomponeerde instrumentale muziek)
- 2004: 60 (Bevat het nummer Maurice, het tot nu toe enige instrumentale nummer op een Sulke-album)
- 2005: Pop & Poesie: Niederfallen ferner Sterne – Die schönsten deutschen Balladen (op deze cd presenteert Sulke zijn favoriete ballades van Goethe, Heinrich Heine, Theodor Fontane, Rainer Maria Rilke, Hugo von Hofmannsthal, C.F. Meyer en Gottfried Keller, in onconventionele en onconventionele interpretaties)
- 2005: Ich sing mich
- 2005: Heidi - ein Berg-Musical (muziek: Stephan Sulke, teksten: Christian Berg)
- 2009: Mensch ging das aber schnell
- 2009: Essential (compilatie)
- 2011: Enten hätt' ich züchten sollen (waaronder Sulke in een duet met Milva en in twee met Lilo Wanders). (Milva en Sulke voerden dit nummer, Das muss doch gehn, uit op 2 april 2011 in Klagenfurt in Carmen Nebels ZDF zaterdagavondshow)
- 2011: Die ersten 8 (zijn 8 eerste studioalbums in een acht-cd-box)
- 2017: Liebe ist nichts für Anfänger
- 2018: Die Box 1976–1986 (zijn 10 eerste studioalbums in een compacte vijf-cd-box)

### Ep's
- 1963: Jolies filles / Mon tourne-disque (als Steff)
- 1964: Ce jour la / Elle sera belle (als Steff)
- 1964: On me dit / Depuis ton depart (als Steff)
- 1964: Ecris un mot / Dis moi, tu m’aimes (als Steff)
- 1964: On me dit (als Steff)
- 1967: I’m a Simple Man (als Steff Sulke)

- Gemeinsame Normdatei: 121153908
- International Standard Name Identifier: 0000 0000 1221 9465
- MusicBrainz: a7db0ab0-cdae-413f-a77b-d4ed0e2d6a99
- Nederlandse Thesaurus van Auteursnamen: 071939911
- Virtual International Authority File: 52538341
- WorldCat: E39PBJjMFvrMwVvh4CHB8pGrbd